# Grabrovnica
Grabrovnica är en ort i Kroatien.   Den ligger i länet Virovitica-Podravinas län, i den nordöstra delen av landet, 90 km öster om huvudstaden Zagreb. Grabrovnica ligger 135 meter över havet och antalet invånare är 405.
Terrängen runt Grabrovnica är platt. Runt Grabrovnica är det ganska glesbefolkat, med 24 invånare per kvadratkilometer. Närmaste större samhälle är Pitomača, 4,6 km öster om Grabrovnica. Trakten runt Grabrovnica består till största delen av jordbruksmark.